# Geschichte der Stadt Gießen
Die Geschichte der Stadt Gießen umfasst die Entwicklungen auf dem heutigen Gebiet der Stadt Gießen von der Gründung bis zur Gegenwart.

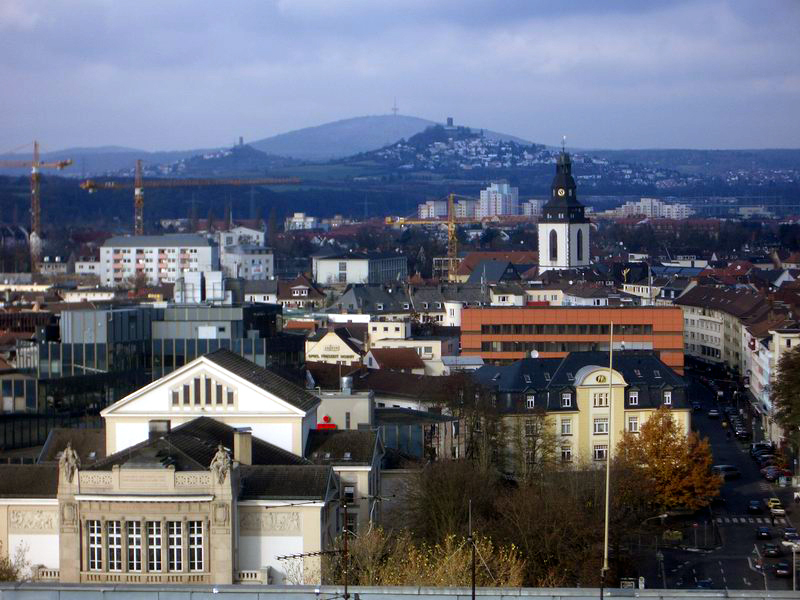
Blick auf Gießen

## Gründung
Im Jahre 1152 gründete Wilhelm von Gleiberg, der sich die Grafschaft Gleiberg mit seinem Neffen Otto teilte, eine Wasserburg. Er verlegte danach seinen Sitz von der Burg Gleiberg ins sieben Kilometer entfernte Tal. Dies stellt den Beginn der Besiedlung von Gießen dar. Die erste urkundliche Erwähnung des Namens „Giezzen“ stammt aus dem Jahr 1197. Die Urkunde beinhaltet einen Gütertausch zwischen dem Kloster Arnsburg und dem Stift Schiffenberg. Dieser wurde von Wilhelms Witwe, Salomone Gräfin von Giezzen, bezeugt. Allerdings bleibt in der noch erhaltenen Urkunde unklar, worum es sich bei der Bezeichnung handelt, möglicherweise ein Gebiet, welches den östlichen Teil der einstigen Grafschaft Gleiberg umfasste.

## Auf dem Weg zur Stadt
Aus 1231/32 stammt das erste sichere urkundliche Zeichen einer Siedlung Gießen. 1248 wurde Gießen erstmals als Stadt bezeugt, vermutlich erhielt es das Stadtrecht aber schon 1236 oder 1237. Schultheiß war 1248 der tübingische Konrad, es sind jedoch keine genaueren Angaben über ihn erhalten. 1255 lässt sich der erste Handwerker, ein Schmied, nachweisen.
Zwischen dem 15. August 1264 und dem 29. September 1265 erwarb Landgraf Heinrich I. von Hessen die Stadt durch Kauf. Nur sein Besuch am 15. September 1273 ist urkundlich nachweisbar. Während der Zeit von 1273 bis 1280 hatte der Landgraf militärische Auseinandersetzungen mit dem Erzstift Mainz, wobei Gießen für ihn von strategischer Bedeutung war. Die Anzahl der Kastellane der Burg wurde dabei auf 16 bis 19 erhöht.
Vermutlich Ende des 13. Jahrhunderts wurde eine Ringmauer um die Siedlung gezogen. Eine erste öffentliche Herberge (hospicium aliquod publicum) wurde 1288 erwähnt. Um 1300 ließen die hessischen Landgrafen das sog. Alte Schloss anlegen. Die Neustadt wurde ebenfalls um 1300 angelegt; erstmals urkundlich erwähnt wurde sie 1307, und einige Jahre später, 1325, gab Landgraf Otto I. den dortigen Siedlern die gleichen Rechte wie den Einwohnern der alten Siedlung. 1307 wurde auch das erste Mal von einem Stadtrat berichtet; genauere Angaben zu diesen consules sind aber nicht vorhanden.
Einen Bürgermeister gab es ab spätestens 1367. Dieser war den landesherrlichen Burgmannen gleichgestellt. Mit der Ausgabe eines Rentenpapiers treten im Juni 1371 erstmals der Bürgermeister, der Rat und die Schöffen der Stadt als Aussteller einer Urkunde auf.
1430 erhielt Gießen neue Stadtrechtsprivilegien von Landgraf Ludwig I. verliehen. 1442 erhielt die Stadt das Recht, zwei Jahrmärkte pro Jahr auszurichten, welche jeweils eine Woche dauern sollten.
Das (1944 zerstörte) Alte Rathaus am Marktplatz als Symbol bürgerlicher Macht entstand um 1450, die Stadtkirche bis 1484.
Mit der Zunft der Wollweber wurde die erste Zunft des Ortes gegründet. Der Zunftbrief stammt vom 15. Juni 1460. Am 10. Juli 1469, mit einer erneuten Ausgabe am 29. Dezember 1469, erhielten die Schneider einen Zunftbrief.

## Frühe Neuzeit: bis zur Gründung der Universität und französischen Besatzung
Anfang des 16. Jahrhunderts gibt es in der Stadt 54 Handwerker; auffällig ist dabei, dass es sieben Wirte gab. Die im Verhältnis für die damalige Zeit sehr hohe Zahl erklärt sich vermutlich durch den Handelsweg von Frankfurt nach Kassel, der über Gießen verlief. Ansonsten war Gießen stark von der Landwirtschaft geprägt. Im Zuge des Bauernkrieges kam es in Gießen ab dem Frühjahr 1525 zu kleineren Unruhen. Bis 1533 wurde die alte Stadtmauer beseitigt und um die inzwischen vergrößerte Stadt ein neuer Wall errichtet. Ebenfalls in diese Zeit fiel die Errichtung des Alten Friedhofs und des Neuen Schlosses. Anfang des 16. Jahrhunderts wurde die Burg Gießen auf Geheiß des Landgrafen Philipp I. weiter ausgebaut, was für die Stadt Gießen eine zusätzliche Belastung bedeutete. So konnten Reisende nur während des Tages bei geöffneten Stadttoren nach Gießen hinein, worunter die Wirtschaft litt. Die Bürger mussten Wachdienste versehen, und natürlich mussten die Befestigungsanlagen regelmäßig instand gesetzt werden. Am 27. Mai 1560 vernichtete ein Großbrand den nördlichen Teil der Stadt um das Walltor. 1573 wurde der Stadt erneut das Privileg des Weinschanks verliehen.
Bei der Teilung der Landgrafschaft durch den Tod Philipps 1567 gelangte Gießen zu Hessen-Marburg. Aufgrund des nach Ansicht des Landgrafen Ludwig IV. von Hessen-Marburg nur unzureichend versehenen Wachtdienstes an den Befestigungen der Stadt wurde 1575 eine Soldatensteuer eingeführt, mit welcher acht Soldaten die Pflichten der Bürger versahen.
1586 ließ Ludwig IV. ein Zeughaus errichten, das vier Jahre später fertiggestellt wurde. Mit dem Tod des Landgrafen 1604 wurde Gießen Teil der Landgrafschaft Hessen-Darmstadt.

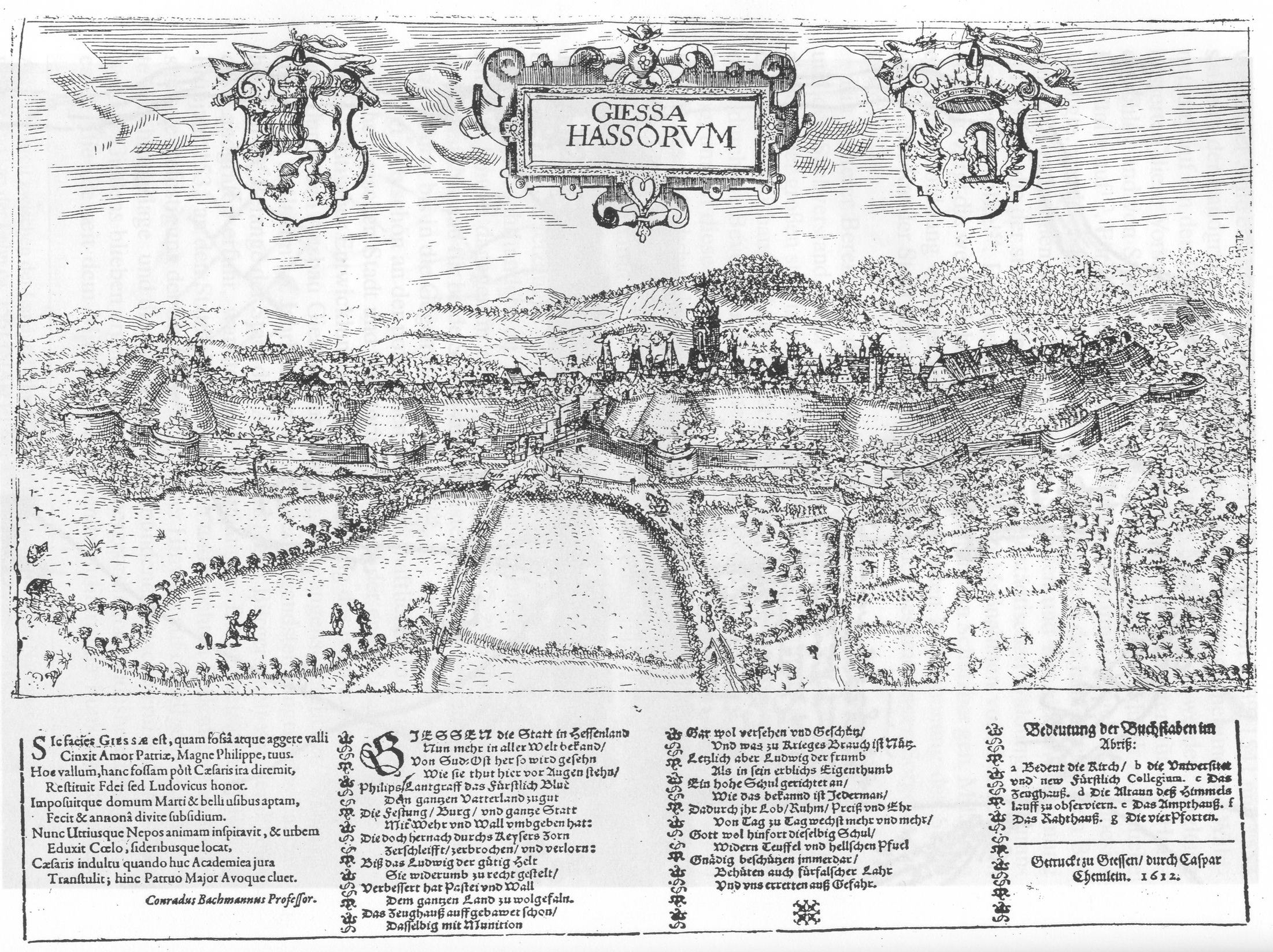
Stadt und Festung Gießen um 1612

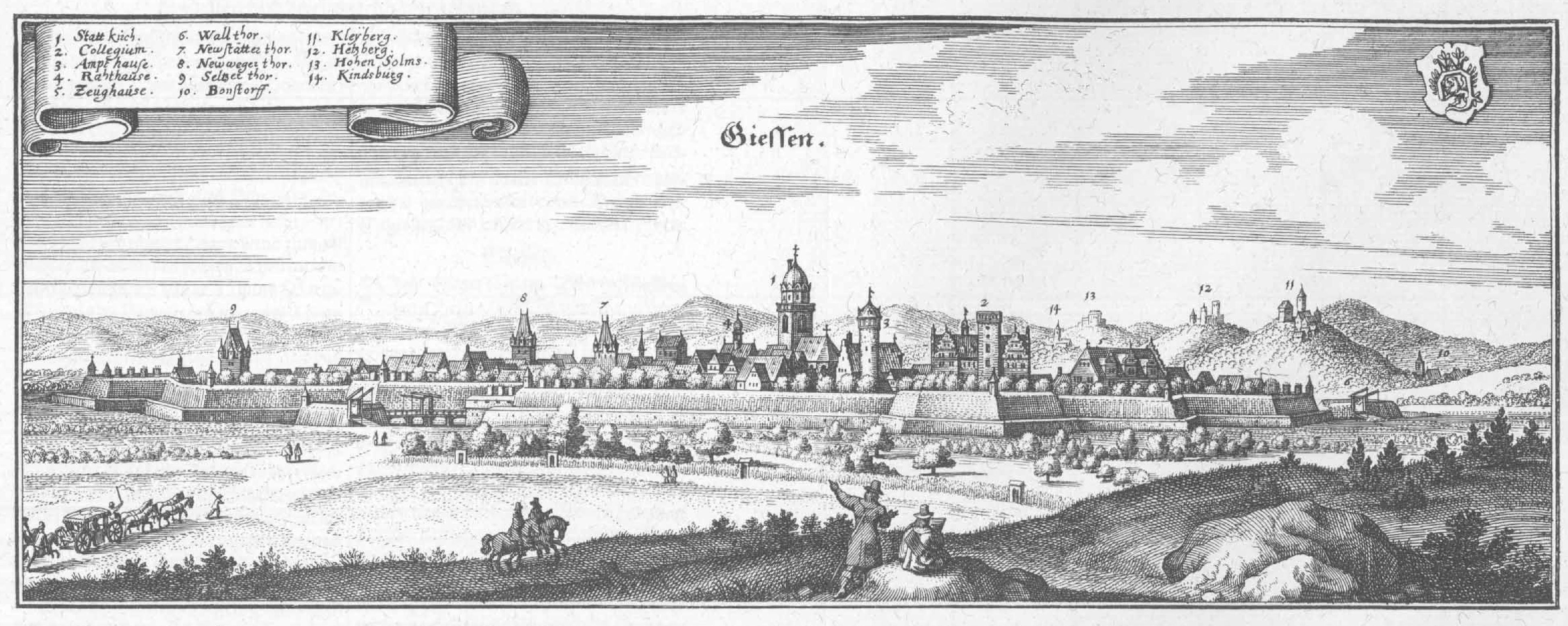
Stadtansicht aus der Topographia Hessiae 1655

1605 wurde in Gießen das Gymnasium Ludovicianum durch Landgraf Ludwig V. als Lateinschule gegründet.
Am 19. Mai 1607 ermöglichte ein Privileg Kaiser Rudolfs II. die Gründung der protestantischen Landesuniversität. Zwei Jahre später eröffnete der Botanische Garten, einer der ältesten in Deutschland, der sich noch an Ort und Stelle befindet.
1634/35 dezimierte eine schwere Pestepidemie die Bevölkerung der Stadt um etwa 1.200 Menschen, 1/3 der Einwohner aller Bevölkerungsschichten. Um mehr Einfluss auf die Stadt gewinnen zu können, erließ der Landesherr 1740 eine Verordnung, nach der der XVIer-Rat zukünftig zu einem Drittel aus Regierungsadvokaten zu bilden sei. Diese Hoffnung sollte sich in späteren Auseinandersetzungen nicht erfüllen. 1722 wurde eine neue Stadtverordnung erlassen, welche die Beziehung zwischen den Organen der Stadt, also Schöffen-, XVIer- und mittlerem Rat neu regelte. Der mittlere Rat wurde faktisch abgeschafft, der XVIer-Rat musste für seine Entscheidungen jetzt den stärkeren Einfluss der Zünfte hinnehmen und wurde auf acht Personen reduziert. Dieser Reduzierung folgte später eine Aufteilung in acht XVIer auf Lebenszeit, acht XVIer Rathsherrn und acht Deputierte, welche von den Bürgern zunächst auf Lebenszeit, später für drei Jahre, gewählt wurden.
1725 wurde in Gießen eine Buchhandlung eröffnet, die später von Johann Christian Konrad Krieger übernommen wurde.
1760 wurde das Gießener Wochenblatt gegründet, welches sein Erscheinen allerdings schon 1776 wieder einstellen musste.
1791 eröffnete Georg Friedrich Heyer und vier Jahre später Heinrich Gottfried Stamm eine Buchhandlung in Gießen. Dies war ein Zeichen des sich verstärkenden Interesses an Literatur.
1792 erschien das Gießener Wochenblatt wieder und wurde zwei Jahre später in Gießener Intelligenzblatt umbenannt.
Ende des 18. Jahrhunderts war Gießen, obwohl Sitz von Verwaltung und Justiz, einer Garnison (Hessen-Darmstädtisches Kreisregiment) und der Universität, immer noch stark von der Landwirtschaft geprägt.
Die Auswirkungen der Französischen Revolution und der nachfolgenden Koalitionskriegen zeigten sich in Gießen zuerst nur indirekt. Die Regierung in Darmstadt verschärfte die Zensur, der Verleger J.C.K. Krieger wurde wegen Verbreitung der religionsfeindlichen Schrift De tribus impostoribus zu einer Geldstrafe verurteilt und der Philosophieprofessor Karl Christian Erhard Schmid verlor seine Professur. Weiterhin stieg die Inflation und einige Gebäude wurden vom Militär beschlagnahmt. So wurden in dem theologischen Auditorium Patronen hergestellt und in den juristischen Hörsälen mit Pulver befüllt.

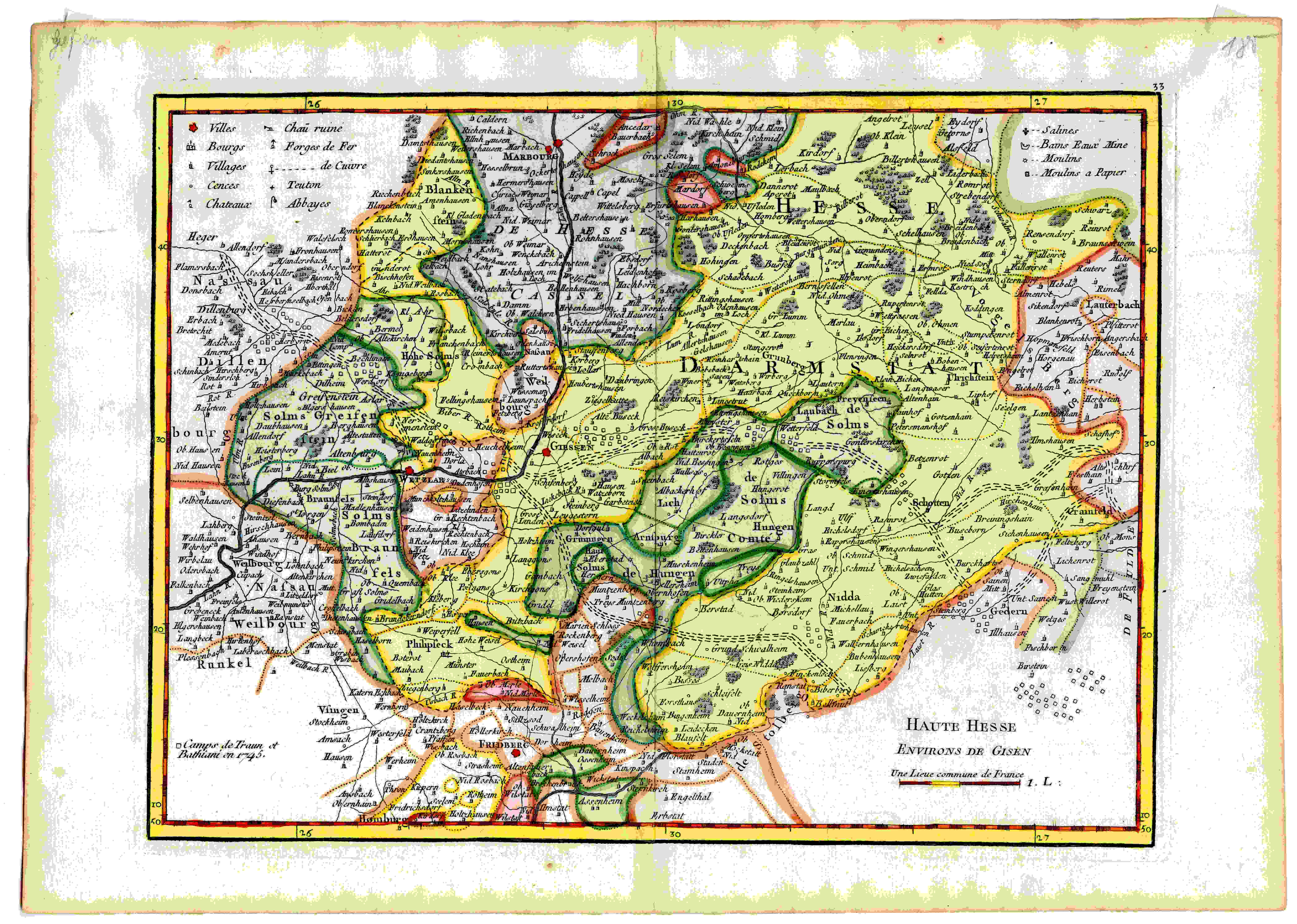
Oberhessen, Umgebung von Gießen. Aus einem Atlas von 1759

Im Juli 1796 wurde auch Gießen in die Kampfhandlungen einbezogen. Die österreichischen Truppen mussten sich zurückziehen, und so marschierten am 8. Juli 1796 die Franzosen in die Stadt ein. Am 11. September gelang es österreichischen Soldaten, wahrscheinlich mit Unterstützung durch Gießener Bürger, in die Stadt einzudringen und eine französische Kompanie gefangen zu nehmen. Bis zum 18. September kam es dann zu Kämpfen um die Stadt, bei welchen diese auch mit Artillerie beschossen wurde, was aber nur geringe Schäden verursachte. Nachdem die Österreicher siegreich waren, errichteten sie ihr Winterlager in der Stadt, was für die Bevölkerung eine hohe Belastung durch Kontributionen nach sich zog. Im folgenden Jahr zogen sich die Österreicher zurück, und daher wurde die Stadt ohne Gegenwehr an den französischen General Michel Ney übergeben. Für kurze Zeit, bevor er nach Wetzlar umzog, richtete der Oberbefehlshaber der französischen Armee Lazare Hoche sein Quartier in Gießen ein. Unter Androhung der Erschießung zweier Bürger forderte er 100.000 Franc Strafe für den Verrat von 1796. Die Besatzung endete am 19. Dezember 1798. Durch das Zusammenwirken des Rektors August Friedrich Wilhelm Crome und des späteren Königs Karl XIV. konnte die vollständige Plünderung der Universitätsbibliothek durch die Franzosen verhindert werden. Trotz allem war der Krieg für die Stadt eine immense Belastung gewesen. So waren 1796 kriegsbedingt Kosten in Höhe von 29.500 Gulden angefallen und in den ersten vier Monaten des Jahres 1797 nochmals 8.500. Für die restliche Zeit der Besatzung gibt es keine Dokumente.

## 19. Jahrhundert
1803 wurde Gießen Verwaltungssitz des Fürstentums und späteren Provinz Oberhessen im Großherzogtum Hessen. 1806 wurden die Befestigungsanlagen Gießens geschleift und die Befestigungsgräben wurden aufgefüllt. Die dadurch entstehenden Flächen (Wallanlagen?) wurden an die Bürger als Gartenland abgegeben.
Zu Beginn des 19. Jahrhunderts setzte auch die Reform der Verwaltungsstrukturen ein. So wurde beispielsweise die Gleichheit vor dem Gesetz alle Einwohner eingeführt. 1811 wurde eine neue Schultheißenverordnung eingeführt. Diese unterstellte den Schultheiß dem Staat, so dass dieser nun primär diesem und erst in zweiter Linie der Kommune verpflichtet war. Es ist aber wissenschaftlich nicht gesichert, ob diese Anordnungen auch in Gießen vollständig umgesetzt werden konnten. Vermutlich war die Staatsverwaltung auf Grund unzureichender Durchsetzungsfähigkeit, z. B. auf Grund knapper Kassen, gezwungen, Kompromisse mit den bisherigen Verantwortungsträgern einzugehen.
1824 bis 1852 lehrte Justus von Liebig an der Universität Gießen. Im Revolutionsjahr 1848 kam es auch in Gießen zu Unruhen, ein Student wurde getötet. Ein Jahr später wurde die Stadt mit Eröffnung der Main-Weser-Bahn (Frankfurt–Kassel) an das deutsche Eisenbahnnetz angeschlossen. 1862 folgte die Eisenbahnstrecke nach Köln, 1864 der Anschluss an die Lahntalbahn von Wetzlar nach Koblenz. Ab etwa 1860 wuchs die Stadt über die Wallanlagen hinaus.
Ab 1867 wurde Gießen Garnisonsstadt. 1870 eröffnete die Bahnstrecke Gießen–Fulda, 1872 die Bahnstrecke nach Gelnhausen. 1879 bis 1888 lehrte Wilhelm Conrad Röntgen an der Universität Gießen. 1893 wurde die heute größte Kirche der Stadt, die evangelische Johanneskirche an der Südanlage, eingeweiht. 1907 eröffnete das Stadttheater. Ab 1894 gab es in Gießen öffentlichen Nahverkehr, zunächst mit Pferdeomnibussen, seit 1909 mit einer elektrischen Straßenbahn.

## 20. Jahrhundert

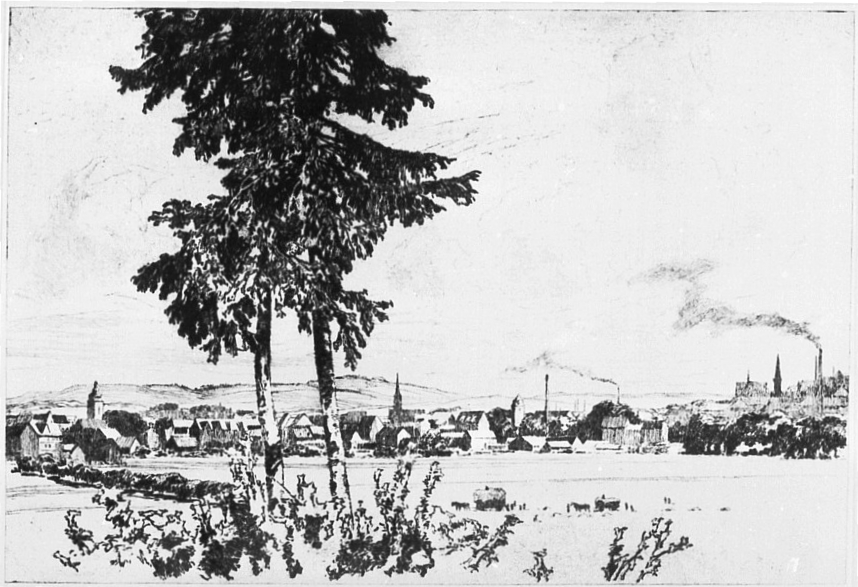
Ansicht der Stadt Gießen (1919)

Im Jahr 1925 eröffneten die Volkshalle an der Grünberger Straße und der Gießener Flughafen, das spätere US-Depot.
Mit Wirkung zum 1. November 1938 verfügte der NS-Reichsstatthalter in Hessen in seiner Funktion als Führer der Landesregierung nicht nur die Ausgliederung der Städte Darmstadt, Mainz, Offenbach und Worms, sondern auch der Stadt Gießen aus ihrem bisherigen Kreis. Gießen wurde damit kreisfreie Stadt. Durch Eingemeindung von Wieseck, Klein-Linden und Schiffenberg stieg die Einwohnerzahl 1939 auf 42.000.
Die über 1.000 Gießener Juden wurden bis Ende 1942 in die Vernichtungslager der Nazis deportiert.

### Luftangriffe im Zweiten Weltkrieg
Durch zwei verheerende Luftangriffe der britischen Luftwaffe am 2. und (vor allem) 6. Dezember 1944 wurde nahezu der gesamte historische Stadtkern Gießens vernichtet, hunderte Zivilisten fanden den Tod. Die „kriegswichtigen“ Bahnanlagen und die zahlreichen Militäreinrichtungen blieben dagegen weitgehend intakt. In den folgenden Monaten starben viele weitere Menschen durch Tieffliegerangriffe. Am 27. März 1945 beendete der Einzug der amerikanischen Armee den Krieg für die zerstörte Stadt und befreite die Gießener von der Schreckensherrschaft. Die Stadt war zu 67 % zerstört, die Innenstadt zu 90 %.

### Notaufnahmelager nach 1946

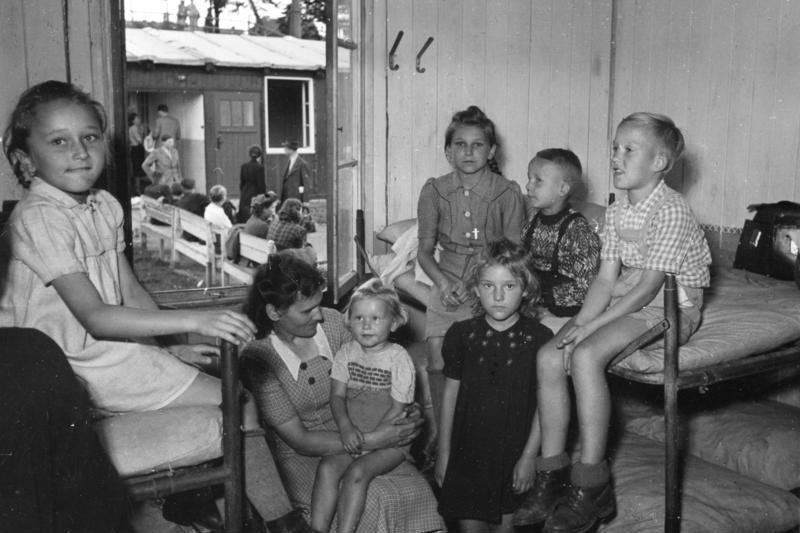
Familie im Durchgangslager Gießen (1950)

Die Militärregierung der USA informierte Ende Oktober 1945 die Landesregierung Großhessens, dass das Land 1946 ca. 600.000 Vertriebene und Flüchtlinge aufnehmen muss. Anfang Februar 1946 erreichten die ersten 1.200 Menschen die Stadt mit Güterwagen. Das, vorerst provisorische, Durchgangslager befand sich unweit des Bahnhofs. Da Gießen ein wichtiger Schienenknotenpunkt war, wurde es am 7. Mai 1947 vom Staatskommissar für das Flüchtlingswesen zum Regierungsdurchgangslager für alle Flüchtlinge Großhessens bestimmt. Aufgrund der hohen Belastung des Sozialetats der Stadt durch die Flüchtlinge ersuchte der Gießener Oberbürgermeister Otto-Heinz Egler 1948 das Regierungspräsidium in Darmstadt um Verlegung des Lagers. Später erreichte Bürgermeister Hugo Lotz einen finanziellen Ausgleich für die Stadt durch das Land.
Am 1. September 1950 wurde das Lager in Notaufnahmelager Gießen umbenannt und erhielt bundesweite Kompetenz. Der Anteil der Heimatvertriebenen betrug zu dieser Zeit bereits 20 % der Gesamtbevölkerung Gießens.
Das Gießener Notaufnahmelager war auch Durchgangslager für Flüchtlinge aus der Ostzone, die in der amerikanischen Besatzungszone bleiben wollten. Seit den 1960er Jahren war es die erste Station für zahlreiche ausgereiste DDR-Bürger. 1989 erlebte es zunächst den Ansturm der über Ungarn geflüchteten Ostdeutschen und im Herbst den der legal über die nun offene Grenze gekommenen.
1986 wurde es in Bundesaufnahmestelle umbenannt und dient heute als Zentrale Aufnahmestelle des Landes Hessen.

### Wiederaufbau
Ein Grund, warum Gießen zu den hässlichsten Städten Deutschlands zählt, ist der aus heutiger Sicht misslungene Wiederaufbau der Stadt nach dem Zweiten Weltkrieg.

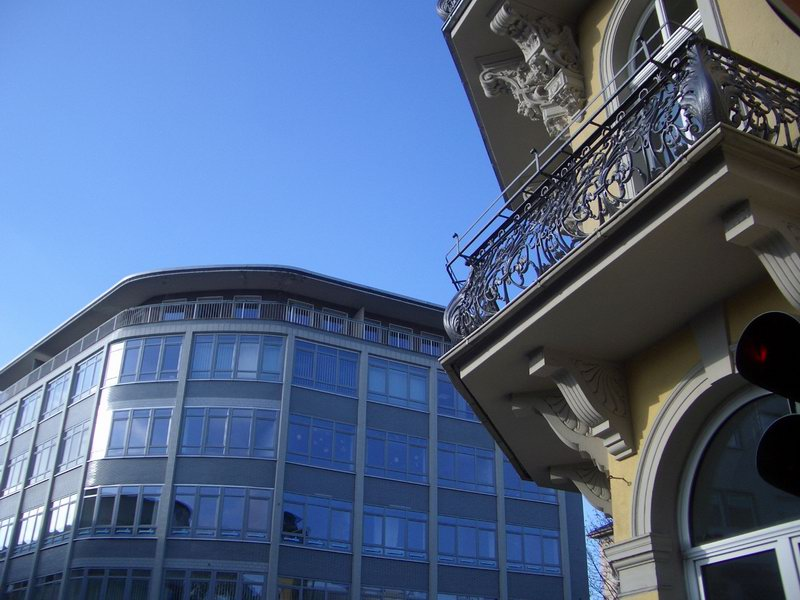
Architektur der 1950er Jahre und verbliebene Gründerzeitbauten prägen das Stadtbild.

Der Wiederaufbau orientierte sich an der Ideologie der autogerechten Stadt: Altstadtgrundstücke wurden zu großen Einheiten zusammengefasst, Straßen- und Platzräume aufgeweitet und der öffentliche Raum weitgehend den Interessen des Autoverkehrs angepasst. 1953 wurde die letzte (zuvor aufwendig wiederaufgebaute) Linie der Gießener Straßenbahn stillgelegt, stattdessen fuhren Oberleitungsbusse (bis 1968). Die wenigen von den Bombenangriffen verschont gebliebenen Straßenzüge des Stadtkerns wurden niedergerissen, ebenso teilweise erhalten gebliebene Ruinen wie die des 500 Jahre alten Rathauses. Neubauten im Stil der 1950er und 1960er entstanden, unter anderem die beiden Gebäude der Stadtverwaltung (Behördenhochhaus und Stadthaus) am Berliner Platz (beide wegen Baufälligkeit bereits wieder abgerissen) oder die Kongresshalle. Die Ausfallstraßen, die Wallanlagen und die wichtigsten Achsen der Innenstadt wurden zu mehrspurigen Verkehrsstraßen ausgebaut. Bis 1975 entstanden rund um Gießen zahlreiche Autobahnteilstücke, darunter der Gießener Ring (teilweise Autobahn).

### Neugliederung
Am 1. Oktober 1971 stieg die Einwohnerzahl durch Eingemeindung von Allendorf und Rödgen auf 78.000. Am 1. Januar 1977 entstand aus Gießen, Wetzlar und 14 Umlandgemeinden die neue Stadt Lahn mit 156.000 Einwohnern als Oberzentrum Mittelhessens. Lahn-Gießen bildete den größeren der beiden Stadtkerne. Die Lahnstadt wurde nach nur 31 Monaten Existenz am 1. August 1979 wieder aufgelöst. Gießen erhielt den neuen Ortsteil Lützellinden.

## Territorialgeschichte und Verwaltung
Die folgende Liste zeigt im Überblick die Territorien, in denen Gießen lag, bzw. die Verwaltungseinheiten, denen es unterstand:
- Erste Hälfte 13. Jahrhundert: Heiliges Römisches Reich, Grafschaft Gießen
- vor 1567: Heiliges Römisches Reich, Landgrafschaft Hessen, Amt Gießen
- ab 1567: Heiliges Römisches Reich, Landgrafschaft Hessen-Marburg, Amt Gießen[16]
- 1604–1648: Heiliges Römisches Reich, strittig zwischen Landgrafschaft Hessen-Darmstadt und Landgrafschaft Hessen-Kassel (Hessenkrieg)
- ab 1648: Heiliges Römisches Reich, Landgrafschaft Hessen-Darmstadt, Oberfürstentum Hessen, Oberamt Gießen (ab 1789)[17]
- ab 1806: Rheinbund, Großherzogtum Hessen, Oberfürstentum Hessen, Stadtamt Gießen[18]
- ab 1815: Deutscher Bund, Großherzogtum Hessen, Provinz Oberhessen, Stadtamt Gießen[19]
- ab 1821: Deutscher Bund, Großherzogtum Hessen, Provinz Oberhessen, Landratsbezirk Gießen (Trennung zwischen Justiz (Stadtgericht Gießen) und Verwaltung)
- ab 1832: Deutscher Bund, Großherzogtum Hessen, Provinz Oberhessen, Landkreis Gießen
- ab 1848: Deutscher Bund, Großherzogtum Hessen, Regierungsbezirk Gießen
- ab 1852: Deutscher Bund, Großherzogtum Hessen, Provinz Oberhessen, Landkreis Gießen
- ab 1867: Norddeutscher Bund, Großherzogtum Hessen, Provinz Oberhessen, Landkreis Gießen
- ab 1871: Deutsches Reich, Großherzogtum Hessen, Provinz Oberhessen, Landkreis Gießen
- ab 1918: Deutsches Reich, Volksstaat Hessen, Provinz Oberhessen, Landkreis Gießen
- ab 1938: Deutsches Reich, Volksstaat Hessen, Stadtkreis Gießen
- ab 1945: Amerikanische Besatzungszone, Groß-Hessen, Regierungsbezirk Darmstadt, Stadtkreis Gießen
- ab 1949: Bundesrepublik Deutschland, Land Hessen (seit 1946), Regierungsbezirk Darmstadt, Stadtkreis Gießen
- ab 1952: Bundesrepublik Deutschland, Land Hessen, Regierungsbezirk Darmstadt, Kreisfreie Stadt Gießen
- ab 1977: Bundesrepublik Deutschland, Land Hessen, Regierungsbezirk Darmstadt, Kreisfreie Stadt Lahn
- ab 1979: Bundesrepublik Deutschland, Land Hessen, Regierungsbezirk Darmstadt, Landkreis Gießen
- ab 1981: Bundesrepublik Deutschland, Land Hessen, Regierungsbezirk Gießen, Landkreis Gießen

## Gerichte seit 1803
In der Landgrafschaft Hessen-Darmstadt wurde mit Ausführungsverordnung vom 9. Dezember 1803 das Gerichtswesen neu organisiert. Für die Provinz Oberhessen wurde das „Hofgericht Gießen“ als Gericht der zweiten Instanz eingerichtet. Die Rechtsprechung der ersten Instanz wurde durch die Ämter bzw. Standesherren vorgenommen und somit war für Gießen das „Stadtamt Gießen“ zuständig.
Das Hofgericht war für normale bürgerliche Streitsachen Gericht der zweiten Instanz, für standesherrliche Familienrechtssachen und Kriminalfälle die erste Instanz. Übergeordnet war das Oberappellationsgericht Darmstadt.
Mit der Gründung des Großherzogtums Hessen 1806 wurde diese Funktion beibehalten, während die Aufgaben der ersten Instanz 1821 im Rahmen der Trennung von Rechtsprechung und Verwaltung auf die neu geschaffenen Land- bzw. Stadtgerichte übergingen. „Stadtgericht Gießen“ war daher von 1821 bis 1879 die Bezeichnung für das erstinstanzliche Gericht, das für Gießen zuständig war.
Anlässlich der Einführung des Gerichtsverfassungsgesetzes am 1. Oktober 1879 wurden die bisherigen Land- und Stadtgerichte im Großherzogtum Hessen aufgehoben und durch Amtsgerichte an gleicher Stelle ersetzt, ebenso verfuhr man mit den als Obergerichten fungierenden Hofgerichten, deren Funktion nun die neu errichteten Landgerichte übernahmen. Die Bezirke des Stadt- und des Landgerichts Gießen wurden zusammengelegt und bildeten nun zusammen mit den vorher zum Landgericht Grünberg gehörigen Orten Allertshausen und Climbach den Bezirk des neu geschaffenen Amtsgerichts Gießen, welches seitdem zum Bezirk des als Obergericht neu errichteten Landgerichts Gießen gehört. Zwischen dem 1. Januar 1977 und 1. August 1979 trug das Gericht den Namen „Amtsgericht Lahn-Gießen“ der mit der Auflösung der Stadt Lahn wieder in „Amtsgericht Gießen“ umbenannt wurde. In der Bundesrepublik Deutschland sind die übergeordneten Instanzen des Amtsgerichts Gießen, das Landgericht Gießen, das Oberlandesgericht Frankfurt am Main sowie der Bundesgerichtshof als letzte Instanz.

## Einwohnerentwicklung
1495 gab es in Gießen 240 Häuser mit geschätzten 1.000 bis 1.200 Einwohnern.
Von 1782 gibt es eine Seelentabelle. Danach gab es 402 Personen der fürstlichen Regierungs-Jurisdiction, 202 Angestellte der Universität, 3.198 Bürger, 31 Beisassen und 93 Juden. Nicht erfasst sind dabei die Soldaten, welche unter 400 gewesen sein dürften, und die Studenten, welche vermutlich weniger als 300 Personen stellten.
| Jahr          | 1495        | 1577  | 1675  | 1782   | 1805  |
| Einwohnerzahl | 1.000–1.200 | 3.000 | 4.450 | <5.000 | 5.174 |

 Quelle: Historisches Ortslexikon
- 1502: 273 Männer
- 1577: 605 Hausgesesse
- 1630: 636 Hausgesesse (313 über 30 Jahre, 178 unter 30 Jahre), 121 Witwen, 116 Vormundschaften
- 1669: 3531 Seelen
- 1742: 14 Geistliche/Beamte, 677 Untertanen, 85 Junge Mannschaften, 46 Beisassen/Juden
- 1939: 46.557 Einwohner (zusammen mit dem Eingemeindungen Kleinlinden und Wieseck)
- 1961: 66.292 Einwohner, davon 48.068 evangelische (= 72,51 %), 14.381 katholische (= 21,69 %)
- 2011: 76.838 Einwohner, davon 51,9 % Frauen[25]
- 2016: 85.216 Einwohner, davon 50,9 % Frauen[26]

| Gießen: Einwohnerzahlen von 1669 bis 1981 | Gießen: Einwohnerzahlen von 1669 bis 1981 | Gießen: Einwohnerzahlen von 1669 bis 1981 | Gießen: Einwohnerzahlen von 1669 bis 1981 | Gießen: Einwohnerzahlen von 1669 bis 1981 |
| --- | ----------------------------------------- | ----------------------------------------- | ----------------------------------------- | ----------------------------------------- |
| Jahr |                                           |                                           |                                           | Einwohner                                 |
| 1669 | 1669                                      |                                           | 3.531                                     | 3.531                                     |
| 1804 | 1804                                      |                                           | 4.946                                     | 4.946                                     |
| 1834 | 1834                                      |                                           | 7.878                                     | 7.878                                     |
| 1840 | 1840                                      |                                           | 8.473                                     | 8.473                                     |
| 1846 | 1846                                      |                                           | 8.696                                     | 8.696                                     |
| 1852 | 1852                                      |                                           | 9.065                                     | 9.065                                     |
| 1858 | 1858                                      |                                           | 8.992                                     | 8.992                                     |
| 1864 | 1864                                      |                                           | 9.484                                     | 9.484                                     |
| 1871 | 1871                                      |                                           | 12.245                                    | 12.245                                    |
| 1875 | 1875                                      |                                           | 13.985                                    | 13.985                                    |
| 1885 | 1885                                      |                                           | 19.002                                    | 19.002                                    |
| 1895 | 1895                                      |                                           | 22.924                                    | 22.924                                    |
| 1905 | 1905                                      |                                           | 28.769                                    | 28.769                                    |
| 1910 | 1910                                      |                                           | 31.153                                    | 31.153                                    |
| 1925 | 1925                                      |                                           | 33.600                                    | 33.600                                    |
| 1939 | 1939                                      |                                           | 46.557                                    | 46.557                                    |
| 1946 | 1946                                      |                                           | 39.709                                    | 39.709                                    |
| 1950 | 1950                                      |                                           | 46.709                                    | 46.709                                    |
| 1956 | 1956                                      |                                           | 58.178                                    | 58.178                                    |
| 1961 | 1961                                      |                                           | 66.178                                    | 66.178                                    |
| 1967 | 1967                                      |                                           | 73.061                                    | 73.061                                    |
| 1970 | 1970                                      |                                           | 80.208                                    | 80.208                                    |
| 1981 | 1981                                      |                                           | 76.092                                    | 76.092                                    |
| Datenquelle: Historisches Gemeindeverzeichnis für Hessen: Die Bevölkerung der Gemeinden 1834 bis 1967. Wiesbaden: Hessisches Statistisches Landesamt, 1968. Weitere Quellen: |                                           |                                           |                                           |                                           |